# Museo di apicoltura Guido Fregonese
Il museo di apicoltura "Guido Fregonese" di Oderzo, in provincia di Treviso, è un museo di apicoltura fondato nel 1995 ed inaugurato il 2 giugno 1996. Si tratta del primo museo pubblico di apicoltura in Italia,  nato per avvicinare i visitatori alla conoscenza dell'ape e delle tecniche di allevamento per la produzione di miele. Il museo raccoglie numerosi oggetti relativi alla storia dell'apicoltura mondiale.
Lo staff del museo è composto interamente da volontari appartenenti all'associazione Gruppo Apicoltori Opitergino APAT.
È nato grazie alla donazione al Comune di Oderzo del materiale apistico da parte del Gruppo Apicoltori Opitergino APAT, affiliato all'Associazione degli Apicoltori di Belluno, Treviso e Venezia. Il Gruppo Apicoltori APAT ha il compito di gestire il museo a livello volontario e, in questi anni, ha organizzato numerose mostre, convegni, viaggi d'istruzione e corsi di formazione e di aggiornamento tecnico rivolti agli apicoltori.

## Storia
La prima mostra di apicoltura organizzata dal gruppo apicoltori locale è avvenuta il 19 marzo 1979 a Oderzo. Nel 1984 si è costituito, durante una riunione presso l'Istituto Professionale di Stato per l'Agricoltura di Piavon il "Gruppo Apicoltori Opitergino Mottense ULSS 11". In questa occasione l'introduzione è stata fatta dal prof. Claudio Graziola socio fondatore del Gruppo Apicoltori. Successivamente ha preso la parola anche Guido Fregonese, che ha reso nota la situazione dell'apicoltura nella zona.
Nel 1984 è stata fatta una Mostra presso le Fiere della Maddalena, ad Oderzo, durante la quale hanno partecipato diversi componenti del Gruppo Apicoltori. A novembre, è stato organizzato il primo corso di apicoltura presso la Scuola agraria di Piavon e nel 1985 è stato creato, dal Consiglio Direttivo, "L'informapi", bollettino di informazione di apicoltura, da spedire in alcuni momenti dell'anno di particolare importanza apistica.
La prima Mostra permanente è stata allestita nel 1990 e nello stesso anno è stata effettuata una Mostra alle Fiere della Maddalena a Oderzo.
Nel 1994 è stato fatto un Convegno promosso dall'Apat Apicoltori in Veneto, durante il quale si è parlato della disponibilità dell'Amministrazione di Oderzo nel fornire, entro l'anno corrente, uno spazio per l'istituzione di un museo dell'apicoltura, il cui materiale sarebbe derivato, in buona parte, dalla collezione di un apicoltore scomparso qualche anno prima, Guido Fregonese.
Nel 1995 è stato fondato l'"Ape Club Opitergium", ex Gruppo Apicoltori Opitergino Mottense, con 17 soci fondatori.
Nel 1996 è stato inaugurato a Piavon il Museo nazionale di apicoltura Guido Fregonese (in memoria del socio apicoltore) presso l'Istituto Professionale per l'Agricoltura "G.Corazzin".
Il 14 aprile dell'anno 2000 vi è stata la costituzione del Gruppo APAT di Oderzo, formato dai soci dell'Ape Club di Opitergium e dai soci dell'APAT nei dintorni del comune.
Nel 2001 è stato festeggiato l'ampliamento del museo, grazie al prezioso contributo dei volontari. L'introduzione all'inaugurazione dell'ampliamento è stata tenuta dal professor Ulderico Bernardi.
Nel 2003 è stata stipulata una nuova convenzione fra il museo e la Scuola enologica "Istituto Cerletti" di Conegliano, avente una sede staccata nel luogo che ospitava in quegli anni il museo.
Nel 2006 è stata festeggiata la festa del decennale del museo ed è stata stipulata la convenzione con il Museo del Miele Tobia di Lavarone di Trento ed è stato emesso un annullo filatelico a ricordo dell'evento.
Nel 2007 si è celebrato, nello storico palazzo municipale di Sortino, in provincia di Siracusa, il gemellaggio fra il Museo di apicoltura Guido Fregonese e la Casa Museo dell'apicoltura tradizionale di Sortino. Nello stesso anno il museo è stato trasferito dalla sede della Scuola agraria di Piavon alla nuova sede dell' ex Scuola dell'infanzia di Magera, località di Oderzo, con inaugurazione dello stesso il 19 ottobre del 2008, con la presenza di circa 300 inviati da tutta Italia.
Nel 2016 il museo ha festeggiato il ventennale e in tale occasione è stato redatto un inventario, un logo e una bandiera.

## Struttura
Il museo si compone di una sala convegni con circa 80 posti a sedere, una sala contenente le arnie, una sala attrezzature comunicante con la precedente, un magazzino, un laboratorio apistico, un giardino delle api e un apiario didattico.
Oltre all'esposizione di circa 60 arnie sono in visione attrezzature per l'apicoltura quali affumicatori, nutritori, gabbiette per le api regine ed altro ancora per un totale di circa 600 pezzi di cui un sesto compongono la pinacoteca.
Il museo possiede, inoltre, una ricca biblioteca sull'argomento con circa 160 testi dal '700 ad oggi, le raccolte delle migliori riviste scientifiche nazionali, numerose videocassette ed altri audiovisivi.

### Le arnie
Il museo raccoglie molteplici tipologie di Arnia, sia di tipo convenzionale che arnie sperimentali, didattiche o di altro tipo. Tra queste le più particolari sono:
- Arnia Tonelli: inventata nel 1901 da Alessandro Tonelli di Coccaglio (BS) e presentata nel 1911 all'Esposizione Internazionale di Roma, Torino e Firenze, nel Cinquantenario della proclamazione del Regno d'Italia. È un'arnia razionale Dadant Blatt a 12 telaini mobili, modificata, verticale, con apertura in alto e fondo inclinato[11]. La caratteristica fondamentale è la pulizia automatica e per questo risulta essere l'unico esempio di arnia autopulente e autoventilante, ad eccezione dell'arnia Angeleri prodotta molto più tardi nel 1971. Al museo sono presenti due arnie Tonelli: una del 1938 e una del 1950.
- Arnia Camerin: quest'arnia originale e unica al mondo, è stata inventata nel 1920 e costruita dall'apicoltore opitergino Giuseppe Camerin, concepita per permettere alle api di sopravvivere ai rigidi inverni[11].
- Arnia d'osservazione: inventata dallo svizzero Francesco Huber, conosciuto per le sue invenzioni nel mondo delle api come il "Principe degli apicoltori". Le api sono visibili al visitatore che può osservarle mentre camminano attraverso un tunnel trasparente che mette in comunicazione l'alveare con l'esterno[11].

### Produzione interna
Il museo produce ogni anno sette tipi differenti di miele, vendibile ai visitatori del museo: 
- Miele di acacia
- Miele di castagno.
- Miele di tiglio.
- Miele di barena.
- Miele di melata.
- Miele di tarassaco.
- Miele di millefiori.

Al museo sono inoltre presenti mieli provenienti da varie parti del mondo: Turchia, Repubblica Ceca, Inghilterra, Irlanda, Grecia, Spagna, Francia, Rep. Macedonia, Nuova Zelanda, Polonia, Romania, Croazia, Arabia Saudita, Israele, Austria, India, Slovenia, Canada, Lussemburgo, Germania, Marocco, Giamaica, Rep. Dominicana, Ungheria, U.S.A, argentina, Messico, Brasile, Russia, Cina, Australia, Svizzera, Perù, Kenya, Thailandia, Cile, Albania, Malta, Danimarca, Cuba, Nicaragua, Giappone.